# Olympique Lillois
L'Olympique Lillois (OL) fou un club de futbol francès de la ciutat de Lilla.

## Història
El club es fundà l'any 1902, essent primer president André Nicodème. Fou campió francès dos cops, l'any 1914 (USSFA, Trophée de France) i la temporada 1932-33 (primera lliga professional). El 25 de maig de l'any 1941 es fusionà amb el club Iris Club Lillois, naixent l'Olympique Iris Club Lillois (OICL). El 23 de setembre de 1944, aquest club es fusionà amb l'Sporting Club Fivois per formar el LOSC Lille Métropole.

## Palmarès
- 2 Lliga francesa de futbol: 1914, 1933
- 1 Campionat USFSA: 1914
- 3 Campionat USFSA del Nord: 1911, 1913, 1914
- 4 Campionat del Nord: 1921, 1922, 1929, 1931
- 1 Challenge international du Nord: 1907

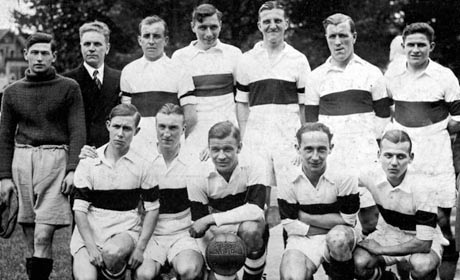
L'equip de l'Olympique Lillois guanyador de la primera lliga francesa la temporada 1932-33.

## Presidents
- 1902-1907:  André Nicodème
- 1907-1911:  André Billy
- ?:  Eugène Hennart
- 1919-1932:  Henri Jooris
- 1932-1940:  Gabriel Caullet
- 1940-1941:  Henri Kretzschmar
- 1941-?:  Pierre Delfortie
- ?-1944:  Francis Bonduel

## Entrenadors
- ?:  Charlie Williams
- ?:  Maurice Bunyan
- ?:  Charles Griffiths
- 1931-1932:  Nagy
- 1932-1934:  Robert De Veen
- 1934-1935:  Bob Fisher
- 1935-1937:  Ted Maghner
- 1937-1938:  Steirling
- 1938-1939:  Jenő Konrád
- 1941-1943:  Georges Winckelmans
- 1943-1944:  Denglos